# Bravo Airlines
Bravo Airlines – hiszpańska linia lotnicza z siedzibą w Madrycie. Obsługuje połączenia długiego zasięgu na trasach Europa-Afryka.